# Siti di interesse comunitario della Toscana
Sono inoltre presenti nella regione Toscana siti di interesse comunitario, località di rilevante interesse ambientale in ambito CEE riferiti alla regione biogeografica mediterranea". Le località, definite con l'acronimo SIC, sono state proposte sulla base del Decreto 25/03/2005, pubblicato sulla Gazzetta Ufficiale della Repubblica Italiana n. 157 dell'8 luglio 2005 e predisposto dal Ministero dell'Ambiente e della Tutela del Territorio e del Mare ai sensi della direttiva CEE. Nel 2009 la Giunta Regionale Toscana ha deliberato la designazione di 7 nuovi SIC.

## Elenco dei SIC della Toscana
- Valle del Torrente Gordana (IT5110001)
- Monte Sagro (IT5110006)
- Monte Castagnolo (IT5110007)
- Monte Borla - Rocca di Tenerano (IT5110008)
- Monte Romecchio - Monte Rondinaio - Poggione (IT5120005)
- Monte Prato Fiorito - Monte Cornato - Valle dello Scesta (IT5120006)
- Orrido di Botri (IT5120007)
- Valli glaciali di Orto di Donna e Solco d'Equi (IT5120008)
- Monte Sumbra (IT5120009)
- Valle del Serra - Monte Altissimo (IT5120010)
- Valle del Giardino (IT5120011)
- Monte Croce - Monte Matanna (IT5120012)
- Monte Tambura - Monte Sella (IT5120013)
- Monte Corchia - le Panie (IT5120014)
- Macchia Lucchese (IT5120016)
- Lago e Padule di Massacciuccoli (IT5120017)
- Lago di Sibolla (IT5120018)
- Monte Pisano (IT5120019)
- Padule di Fucecchio (IT5130007)
- Monte Morello (IT5140008)
- Poggio Ripaghera - Santa Brigida (IT5140009)
- Bosco di Chiusi e Paduletta di Ramone (IT5140010)
- Vallombrosa e Bosco di S. Antonio (IT5140012)
- La Calvana (IT5150001)
- Monteferrato e Monte Javello (IT5150002)
- Padule di Suese e Biscottino (IT5160001)
- Isola di Gorgona (IT5160002)
- Padule di Bolgheri (IT5160004)
- Boschi di Bolgheri, Bibbona e Castiglioncello (IT5160005)
- Isola di Capraia (IT5160006)
- Monte Calvi di Campiglia (IT5160008)
- Promontorio di Piombino e Monte Massoncello (IT5160009)
- Padule Orti - Bottagone (IT5160010)
- Isole di Cerboli e Palmaiola (IT5160011)
- Monte Capanne e Promontorio dell'Enfola (IT5160012)
- Isola di Pianosa (IT5160013)
- Isola di Montecristo (IT5160014)
- Dune litoranee di Torre del Lago (IT5170001)
- Selva Pisana (IT5170002)
- Cerbaie (IT5170003)
- Montenero (IT5170005)
- Macchia di Tatti - Berignone (IT5170006)
- Fiume Cecina da Berignone a Ponteginori (IT5170007)
- Complesso di Monterufoli (IT5170008)
- Bosco di Sargiano (IT5180015)
- Monte Ginezzo (IT5180017)
- Castelvecchio (IT5190001)
- Monti del Chianti (IT5190002)
- Montagnola Senese (IT5190003)
- Crete di Camposodo e Crete di Leonina (IT5190004)
- Monte Oliveto Maggiore e Crete di Asciano (IT5190005)
- Alta Val di Merse (IT5190006)
- Basso Merse (IT5190007)
- Lago di Montepulciano (IT5190008)
- Lago di Chiusi (IT5190009)
- Lucciolabella (IT5190010)
- Crete dell'Orcia e del Formone (IT5190011)
- Monte Cetona (IT5190012)
- Foreste del Siele e del Pigelleto di Piancastagnaio (IT5190013)
- Ripa d'Orcia (IT5190014)
- Cornate e Fosini (IT51A0001)
- Poggi di Prata (IT51A0002)
- Val di Farma  (IT51A0003)
- Lago dell'Accesa (IT51A0005)
- Padule di Scarlino (IT51A0006)
- Punta Ala e isolotto dello Sparviero (IT51A0007)
- Monte d'Alma (IT51A0008)
- Monte Leoni (IT51A0009)
- Poggio di Moscona (IT51A0010)
- Padule di Diaccia Botrona (IT51A0011)
- Tombolo da Castiglione della Pescaia a Marina di Grosseto (IT51A0012)
- Padule della Trappola e Bocca d'Ombrone (IT51A0013)
- Pineta Granducale dell'Uccellina (IT51A0014)
- Dune costiere del Parco dell'Uccellina (IT51A0015)
- Monti dell'Uccellina (IT51A0016)
- Cono vulcanico del Monte Amiata (IT51A0017)
- Monte Labbro e Alta Valle dell'Albegna (IT51A0018)
- Alto corso del Fiume Fiora (IT51A0019)
- Monte Penna, Bosco della Fonte e Monte Civitella (IT51A0020)
- Medio corso del Fiume Albegna (IT51A0021)
- Formiche di Grosseto (IT51A0022)
- Isola del Giglio (IT51A0023)
- Isola di Giannutri (IT51A0024)
- Monte Argentario, Isolotto di Porto Ercole e Argentarola (IT51A0025)
- Laguna di Orbetello (IT51A0026)
- Boschi delle Colline di Capalbio (IT51A0029)
- Lago Acquato, Lago San Floriano (IT51A0030)
- Lago di Burano (IT51A0031)
- Duna del Lago di Burano (IT51A0032)

### SIC aggiunti nel 2009
- Monti Rognosi (IT5180009)
- Padule di Verciano, Prati alle Fontane e Padule delle Monache (IT5120020)
- Boschi di Germagnana e Montalto (IT5170010)
- Lago di Santa Luce (IT5170009)
- Appennino Pratese (IT5150003)
- Tre Limentre Reno (IT5130009)
- Stagni della piana fiorentina e pratese (IT5140011)